# فروتن گل آرا
فروتن گل آرا (زادهٔ ۱۱ تیر ۱۳۶۳ در کرمانشاه)، از قهرمانان و مربیان رشته بوکس و مربی تیم ملی بوکس ایران است.

## بیوگرافی و افتخارات
نام : فروتن نام خانوادگی : گل آرا
سال تولد : 11/4/63 محل تولد : سر پل ذهاب
سال شروع بوکس : 1376
افتخارات خارجی : طلای مسابقات تاجیکستان – برنز قهرمانی آسیا - برنز گزینشی المپیک – برنز بین المللی روسیه